# Grammy Awards 1999
Die 41. Verleihung des wichtigsten US-amerikanischen Musikpreises fand am 24. Februar 1999 statt.
Beim Grammy Award 1999 gab es 95 Kategorien in 26 Feldern sowie fünf Ehren-Grammys für das Lebenswerk.

## Hauptkategorien
Single des Jahres (Record of the Year):
- "My Heart Will Go On" von Céline Dion

Album des Jahres (Album of the Year):
- The Miseducation Of Lauryn Hill von Lauryn Hill

Song des Jahres (Song of the Year):
- "My Heart Will Go On" von Céline Dion (Autoren: James Horner, Will Jennings)

Bester neuer Künstler (Best New Artist):
- Lauryn Hill

## Arbeit hinter dem Mischpult
Produzent des Jahres, ohne klassische Musik (Producer Of The Year, Non-Classical):
- Rob Cavallo

Produzent des Jahres, klassische Musik (Producer Of The Year, Classical):
- Steven Epstein

Beste Abmischung eines Albums, ohne klassische Musik (Best Engineered Album, Non-Classical):
- The Globe Sessions von Sheryl Crow

Beste Abmischung eines Albums, klassische Musik (Best Engineered Album, Classical):
- Barber: Prayers of Kierkegaard / Vaughan Williams: Dona nobis pacem / Bartok: Cantata profana vom Atlanta Symphony Orchestra und Chor unter Leitung von Robert Shaw

Remixer des Jahres, ohne klassische Musik (Remixer Of The Year, Non-Classical):
- David Morales

## Pop
Beste weibliche Gesangsdarbietung – Pop (Best Female Pop Vocal Performance):
- "My Heart Will Go On" von Céline Dion

Beste männliche Gesangsdarbietung – Pop (Best Male Pop Vocal Performance):
- "My Father’s Eyes" von Eric Clapton

Beste Darbietung eines Duos oder einer Gruppe mit Gesang – Pop (Best Pop Performance By A Duo Or Group With Vocals):
- "Jump, Jive An' Wail" von The Brian Setzer Orchestra

Beste Zusammenarbeit mit Gesang – Pop (Best Pop Collaboration With Vocals):
- "I Still Have That Other Girl" von Burt Bacharach & Elvis Costello

Beste Instrumentaldarbietung – Pop (Best Pop Instrumental Performance):
- "Sleepwalk" vom Brian Setzer Orchestra

Bestes Popalbum (Best Pop Album):
- Ray of Light von Madonna

Beste Dance-Aufnahme (Best Dance Recording):
- "Ray of Light" von Madonna

## Traditioneller Pop
Bestes Gesangsalbum – Traditioneller Pop (Best Traditional Pop Vocal Album):
- Live At Carnegie Hall – The 50th Anniversary Concert von Patti Page

## Rock
Beste weibliche Gesangsdarbietung – Rock (Best Female Rock Vocal Performance):
- "Uninvited" von Alanis Morissette

Beste männliche Gesangsdarbietung – Rock (Best Male Rock Vocal Performance):
- "Fly Away" von Lenny Kravitz

Beste Darbietung eines Duos oder einer Gruppe mit Gesang – Rock (Best Rock Performance By A Duo Or Group With Vocals):
- "Pink" von Aerosmith

Beste Hard-Rock-Darbietung (Best Hard Rock Performance):
- "Most High" von Jimmy Page & Robert Plant

Beste Metal-Darbietung (Best Metal Performance):
- "Better than You" von Metallica

Beste Darbietung eines Rockinstrumentals (Best Rock Instrumental Performance):
- "The Roots of Coincidence" von der Pat Metheny Group

Bester Rocksong (Best Rock Song):
- "Uninvited" von Alanis Morissette

Bestes Rock-Album (Best Rock Album):
- The Globe Sessions von Sheryl Crow

## Alternative
Bestes Alternative-Album (Best Alternative Music Album):
- Hello Nasty von den Beastie Boys

## Rhythm & Blues
Beste weibliche Gesangsdarbietung – R&B (Best Female R&B Vocal Performance):
- "Doo Wop (That Thing)" von Lauryn Hill

Beste männliche Gesangsdarbietung – R&B (Best Male R&B Vocal Performance):
- "St. Louis Blues" von Stevie Wonder

Beste Darbietung eines Duos oder einer Gruppe mit Gesang – Pop (Best R&B Performance By A Duo Or Group With Vocals):
- "The Boy Is Mine" von Brandy & Monica

Beste Gesangsdarbietung – Traditioneller R&B (Best Traditional R&B Vocal Performance):
- Live! One Night Only von Patti LaBelle

Bester R&B-Song (Best R&B Song):
- "Doo Wop (That Thing)" von Lauryn Hill (Autor: Lauryn Hill)

Bestes R&B-Album (Best R&B Album):
- The Miseducation Of Lauryn Hill von Lauryn Hill

## Rap
Beste Solodarbietung – Rap (Best Rap Solo Performance):
- "Gettin’ Jiggy wit It" von Will Smith

Beste Darbietung eines Duos oder einer Gruppe – Rap (Best Rap Performance By A Duo Or Group):
- "Intergalactic" von den Beastie Boys

Bestes Rap-Album (Best Rap Album):
- Vol. 2... Hard Knock Life von Jay-Z

## Country
Beste weibliche Gesangsdarbietung – Country (Best Female Country Vocal Performance):
- You're Still The One von Shania Twain

Beste männliche Gesangsdarbietung – Country (Best Male Country Vocal Performance):
- If You Ever Have Forever In Mind von Vince Gill

Beste Countrydarbietung eines Duos oder einer Gruppe (Best Country Performance By A Duo Or Group With Vocal):
- There's Your Trouble von den Dixie Chicks

Beste Zusammenarbeit mit Gesang – Country (Best Country Collaboration With Vocals):
- Same Old Train von Clint Black, Joe Diffie, Merle Haggard, Emmylou Harris, Alison Krauss, Patty Loveless, Earl Scruggs, Ricky Skaggs, Marty Stuart, Pam Tillis, Randy Travis, Travis Tritt und Dwight Yoakam

Bestes Darbietung eines Countryinstrumentals (Best Country Instrumental Performance):
- A Soldier's Joy von Vince Gill & Randy Scruggs

Bester Countrysong (Best Country Song):
- You're Still The One von Shania Twain (Autoren: Robert John Lange, Shania Twain)

Bestes Countryalbum (Best Country Album):
- Wide Open Spaces von den Dixie Chicks

Bestes Bluegrass-Album (Best Bluegrass Album):
- Bluegrass Rules! von Ricky Skaggs & Kentucky Thunder

## New Age
Bestes New-Age-Album (Best New Age Album):
- Landmarks von Clannad

## Jazz
Beste zeitgenössisches Jazzdarbietung (Best Contemporary Jazz Performance):
- Imaginary Day von der Pat Metheny Group

Bestes Jazz-Gesangsalbum (Best Jazz Vocal Album):
- I Remember Miles von Shirley Horn

Bestes Jazz-Instrumentalsolo (Best Jazz Instrumental Solo):
- "Rhumbata" von Gary Burton & Chick Corea

Beste Jazz-Instrumentaldarbietung, Einzelkünstler oder Gruppe (Best Jazz Instrumental Performance, Individual or Group):
- Gershwin's World von Herbie Hancock

Beste Darbietung eines Jazz-Großensembles (Best Large Jazz Ensemble Performance):
- Count Plays Duke vom Count Basie Orchestra unter Leitung von Grover Mitchell

Beste Latin-Jazz-Darbietung (Best Latin Jazz Performance):
- Hot House von Arturo Sandoval

## Gospel
Bestes Rock-Gospel-Album (Best Rock Gospel Album):
- You Are There von Ashley Cleveland

Bestes zeitgenössisches / Pop-Gospelalbum (Best Pop / Contemporary Gospel Album):
- This Is My Song von Deniece Williams

Bestes Southern-, Country- oder Bluegrass-Gospelalbum (Best Southern, Country, or Bluegrass Gospel Album):
- The Apostle – Music From And Inspired By The Motion Picture von verschiedenen Interpreten

Bestes traditionelles Soul-Gospelalbum (Best Traditional Soul Gospel Album):
- He Leadeth Me von Cissy Houston

Bestes zeitgenössisches Soul-Gospelalbum (Best Contemporary Soul Gospel Album):
- The Nu Nation Project von Kirk Franklin

Bestes Gospelchor-Album (Best Gospel Choir Or Chorus Album):
- Reflections von O'Landa Draper & The Associates Choir

## Latin
Beste Latin-Pop-Darbietung (Best Latin Pop Performance):
- Vuelve von Ricky Martin

Beste Latin-Rock-/Alternative-Darbietung (Best Latin Rock / Alternative Performance):
- Sueños liquidos von Maná

Beste Tropical-Latin-Darbietung (Best Tropical Latin Performance):
- Contra la corriente von Marc Anthony

Beste Darbietung mexikanisch-amerikanischer Musik (Best Mexican-American Music Performance):
- Los Super Seven von Los Super Seven

Beste Tejano-Darbietung (Best Tejano Music Performance):
- Said And Done von Flaco Jiménez

## Blues
Bestes traditionelles Blues-Album (Best Traditional Blues Album):
- Any Place I'm Going von Otis Rush

Bestes zeitgenössisches Blues-Album (Best Contemporary Blues Album):
- Slow Down von Keb’ Mo’

## Folk
Bestes traditionelles Folkalbum (Best Traditional Folk Album):
- Long Journey Home von den Chieftains

Bestes zeitgenössisches Folkalbum (Best Contemporary Folk Album):
- Car Wheels On A Gravel Road von Lucinda Williams

## Reggae
Bestes Reggae-Album (Best Reggae Album):
- Friends von Sly & Robbie

## Weltmusik
Bestes Weltmusikalbum (Best World Music Album):
- Quanta Live von Gilberto Gil

## Polka
Bestes Polkaalbum (Best Polka Album):
- Dance With Me von Jimmy Sturr & His Orchestra

## Für Kinder
Bestes Musikalbum für Kinder (Best Musical Album For Children):
- Elmopalooza! von den Sesamstraßen-Darstellern und verschiedenen Interpreten

Bestes gesprochenes Album für Kinder (Best Spoken Word Album For Children):
- The Children's Shakespeare von verschiedenen Interpreten

## Sprache
Bestes gesprochenes Album (Best Spoken Word Album):
- Still Me von Christopher Reeve

Bestes gesprochenes Comedyalbum (Best Spoken Comedy Album):
- The 2000 Year Old Man in the Year 2000 von Mel Brooks & Carl Reiner

## Musical Show
Bestes Musical-Show-Album (Best Musical Show Album):
- The Lion King von den Original-Broadway-Darstellern

## Komposition / Arrangement
Beste Instrumentalkomposition (Best Instrumental Composition):
- "Almost 12" von Béla Fleck and the Flecktones (Autoren: Roy Wooten, Victor Wooten)

Bestes Instrumentalarrangement (Best Instrumental Arrangement):
- "Waltz For Debby" (Arrangeur: Don Sebesky)

Bestes Instrumentalarrangement mit Gesangsbegleitung (Best Instrumental Arrangement Accompanying Vocal(s)):
- "St. Louis Blues" von Herbie Hancock (Arrangeure: Herbie Hancock, Robert Sadin, Stevie Wonder)

Bester Song geschrieben für Film oder Fernsehen (Best Song Written For A Motion Picture Or Television):
- "My Heart Will Go On" von Céline Dion (Autoren: James Horner, Will Jennings)

Beste Instrumentalkomposition geschrieben für Film oder Fernsehen (Best Instrumental Composition Written For A Motion Picture Or Television):
- Saving Private Ryan von John Williams

## Packages und Album-Begleittexte
Bestes Aufnahme-Paket (Best Recording Package):
- Ray Of Light von Madonna (Künstlerischer Leiter: Kevin Reagan)

Bestes Aufnahme-Paket als Box (Best Boxed Recording Package):
- The Complete Hank Williams von Hank Williams (Künstlerischer Leiter: Jim Kemp & Virginia Team)

Bester Album-Begleittext (Best Album Notes):
- Miles Davis Quintet 1965–1968 vom Miles Davis Quintet (Verfasser: Bob Belden, Michael Cuscuna, Todd Coolman)

## Historische Aufnahmen
Bestes historisches Album (Best Historical Album):
- The Complete Hank Williams von Hank Williams

## Klassische Musik
Bestes Klassik-Album (Best Classical Album):
- Barber: Prayers Of Kierkegaard / V.Williams: Dona nobis pacem / Bartók: Cantata profana des Atlanta Symphony Orchestra und Chor unter Leitung von Robert Shaw

Beste Orchesterdarbietung (Best Orchestral Performance):
- Mahler: Symphonie Nr. 9 vom Chicago Symphony Orchestra unter Leitung von Pierre Boulez

Beste Opernaufnahme (Best Opera Recording):
- Bartók: Blaubarts Schloss von Jessye Norman, László Polgár und dem Chicago Symphony Orchestra unter Leitung von Pierre Boulez

Beste Chordarbietung (Best Choral Performance):
- Barber: Prayers Of Kierkegaard / V.Williams: Dona nobis pacem / Bartók: Cantata profana vom Atlanta Symphony Orchestra und Chor unter Leitung von Robert Shaw

Beste Soloinstrument-Darbietung mit Orchester (Best Instrumental Soloist(s) Performance with Orchestra):
- Penderecki: Violinkonzert Nr. 2, Metamorphosen von Anne-Sophie Mutter & dem London Symphony Orchestra unter Leitung von Krzysztof Penderecki

Beste Soloinstrument-Darbietung ohne Orchester (Best Instrumental Soloist(s) Performance without Orchestra):
- Bach: Englische Suiten 1, 3 und 6 von Murray Perahia

Beste Kammermusik-Darbietung (Best Chamber Music Performance):
- American Scenes (Works Of Copland, Previn, Barber, Gershwin) von André Previn & Gil Shaham

Beste Darbietung eines Kleinensembles (Best Small Ensemble Performance):
- Reich: Music For 18 Musicians von Steve Reich and Musicians

Beste klassische Gesangsdarbietung (Best Classical Vocal Performance):
- The Beautiful Voice (Works Of Charpentier, Gounod etc.) von Renée Fleming und dem English Chamber Orchestra unter Leitung von Jeffrey Tate

Beste zeitgenössische klassische Komposition (Best Classical Contemporary Composition):
- Penderecki: Violinkonzert Nr. 2, Metamorphosen von Anne-Sophie Mutter & dem London Symphony Orchestra (Komponist: Krzysztof Penderecki)

Bestes klassisches Crossover-Album (Best Classical Crossover Album):
- Soul Of The Tango – The Music Of Astor Piazzolla von Yo-Yo Ma unter Leitung von Jorge Calandrelli

## Musikvideo
Bestes Musik-Kurzvideo (Best Short Form Music Video):
- "Ray Of Light" von Madonna

Bestes Musik-Langvideo (Best Long Form Music Video):
- American Masters – Lou Reed: Rock And Roll Heart von Lou Reed

## Special Merit Awards

### Grammy Lifetime Achievement Award
- Otis Redding
- Smokey Robinson
- Mel Tormé
- Johnny Cash
- Sam Cooke

Trustees Award
- Kenneth Gamble
- Leon Huff